# Józef Kozłowski (duchowny)
Józef Kozłowski SJ (ur. 18 kwietnia 1951 w Woli Lipienickiej Dużej, zm. 29 maja 2003) – polski duchowny, jezuita, jeden z założycieli ruchu charyzmatycznego Odnowy w Duchu Świętym w Polsce, wieloletni dyrektor Ośrodka Odnowy w Duchu Świętym w Łodzi. Autor wieku książek poświęconych odnowie charyzmatycznej.

## Życiorys
W 1966 ukończył szkołę podstawową i został przyjęty do domu zakonnego w Kaliszu, gdzie uczęszczał do Liceum Ogólnokształcącego im. Adama Asnyka. Jednak w trakcie nauki zrezygnował z pobytu domu zakonnym, powrócił do Szydłowca, gdzie ukończył Liceum Ogólnokształcące dla Pracujących. Po zdaniu matury w 1970, wstąpił do Towarzystwa Jezusowego. 8 września 1972 złożył pierwsze śluby zakonne. W latach 1972–1975 odbył studia filozoficzne w Kolegium Księży Jezuitów w Krakowie, a następnie studia teologiczne na „Bobolanum” w Warszawie.
W 1976 doświadczył chrztu w Duchu Świętym. 7 stycznia 1978 został wyświęcony na diakona, a 29 czerwca 1978 na prezbitera. Posługę kapłańską pełnił kolejno w parafii Najświętszego Imienia Jezus w Łodzi (1978–1980), będąc katechetą i duszpasterzem akademickim, następnie w parafii św. Szczepana w Warszawie (1980–1982), gdzie był katechetą i był twórcą i opiekunem grupy Odnowy w Duchu Świętym oraz studiował katechetykę na Akademii Teologii Katolickiej. Następlnie w latach 1982–1984 był duszpasterzem, katechetą, założycielem i opiekunem grup Odnowy Charyzmatycznej w Piotrkowie Trybunalskim. W okresie od września 1985 do sierpnia 1987 posługiwał w kościele pod wezwaniem Ducha Świętego w Toruniu, gdzie od był zaangażowany w tworzenie oraz opiekę nad grupami Odnowy w Duchu Świętym („Posłanie”, „Pojednanie” oraz „Wieczernik”), a także był zaangażowany w duszpasterstwo akademickie. Następnie w 1987 został wikariuszem parafii Najświętszego Imienia Jezus w Łodzi, a od 7 września 1988 do 27 września 1997 był jej przełożonym i proboszczem. Zdawszy funkcję, pozostał w Łodzi, angażując się w ruch Odnowy w Duchu Świętym.
Był założycielem Ośrodka Odnowy w Duchu Świętym w Łodzi (w 1987), a także założycielem zespołu wokalno-muzycznego „Mocni w Duchu”, z którym przeprowadzał rekolekcje Odnowy w Duchu Świętym, zarówno w Polsce, jak w Austrii, Szwecji, Niemczech, Anglii i Stanach Zjednoczonych.
Wydał wiele publikacji, poświęconych doświadczeniom rekolekcji ignacjańskich i Odnowie Charyzmatycznej. Był czynnie zaangażowany w Spotkania Międzynarodowe Odnowy w Duchu Świętym w kraju i zagranicą. Był organizatorem rekolekcji ignacjańskich w Wolborzu.

### Życie prywatne
W grudniu 2002 prowadził rekolekcje w jeleniogórskich Cieplicach. Zasłabł 16 grudnia 2002 podczas odprawiania mszy. Przewieziony do szpitala w Jeleniej Górze, nie odzyskał przytomności. Zmarł w wyniku ostrego zapalenia i pęknięcia trzustki.
Około 1000 osób uczestniczyło w jego pogrzebie. Msza żałobna została poprowadzona przez Ireneusza Pękalskiego. Duchowny został pochowany w grobowcu Jezuitów na cmentarzu Doły w Łodzi.

## Publikacje
- Duch Święty w działaniu, Łódź: Archidiecezjalne Wydawnictwo Łódzkie, 1993, ISBN 978-83-85022-26-8.
- Rozeznanie na drodze wiary, Wydanie 2 poszerzone, Łódź: Ośrodek Odnowy w Duchu Świętym, 1995, ISBN 978-83-86366-45-3Jak rozeznawać w wierze, Łódź: Ośrodek Odnowy w Duchu Świętym, 1997, ISBN 978-83-86366-06-4
- Żyć Dobrą Nowiną: modlitewnik, Łódź: Ośrodek Odnowy w Duchu Świętym, 1999, ISBN 978-83-86366-12-5
- Zrodzeni w Chrystusie: podręcznik do ćwiczeń duchownych I tygodnia, Łódź: Ośrodek Odnowy w Duchu Świętym, 2000, ISBN 978-83-86366-24-8
- Śladami Ducha: podręcznik do rozeznawania duchowego w oparciu o reguły II tygodnia ćwiczeń ignacjańskich, Łódź: Ośrodek Odnowy w Duchu Świętym. Wydaw, 2001, ISBN 978-83-86366-27-9.
- Jezus uzdrawia w Eucharystii, Wydanie 8 poprawione, Łódź: Ośrodek Odnowy w Duchu Świętym, 2008, ISBN 978-83-86366-54-5
- Mini-seminarium odnowy życia w Duchu Świętym, Łódź: Ośrodek Odnowy w Duchu Świętym, 2008, ISBN 978-83-86366-38-5.
- Pod sztandarem Chrystusa: podręcznik do ćwiczeń duchownych II tygodnia, Łódź: Ośrodek Odnowy w Duchu Świętym, 2008, ISBN 978-83-86366-48-4.
- Nawrócić się, aby żyć, Wydanie 9 poprawione, Łódź: Ośrodek Odnowy w Duchu Świętym, 2011, ISBN 978-83-61803-13-3
- Jezus uwalnia w Eucharystii, Wydanie 9 poprawione, Łódź: Ośrodek Odnowy w Duchu Świętym, 2011, ISBN 978-83-61803-24-9.
- Życie w Duchu Świętym: podręcznik do indywidualnych rekolekcji: Seminarium Odnowy Życia w Duchu Świętym, Wydanie 6 poprawione, Łódź: Ośrodek Odnowy w Duchu Świętym, 2011, ISBN 978-83-61803-27-0
- Rachunek sumienia: kwadrans dla duszy, Wydanie 7, Rekolekcje Charyzmatyka, Łódź: Ośrodek Odnowy w Duchu Świętym, 2012, ISBN 978-83-61803-44-7.
- Z Maryją w życie w Duchu Świętym, Wydanie 6 poprawione, Łódź: Ośrodek Odnowy w Duchu Świętym, 2011, ISBN 978-83-61803-17-1.
- Modlitwy uwielbienia i dziękczynienia, Modlitewniki AMDG, Łódź: Ośrodek Odnowy w Duchu Świętym, 2016, ISBN 978-83-65469-00-7
- Z grzechu do wolności, Wydanie 17, Łódź: Mocni w Duchu Wydawnictwo, 2023, ISBN 978-83-67126-37-3.
- Nawigacja przez życie duchowe, Wydanie 1, Łódź: Mocni w Duchu Wydawnictwo, 2023, ISBN 978-83-67126-39-7.